# Zemský okres Würzburg
Zemský okres Würzburg (německy Landkreis Würzburg) je zemský okres v německé spolkové zemi Bavorsko, ve vládním obvodu Dolní Franky. Sídlem správy zemského okresu je město Würzburg, které ovšem není jeho součástí. Má přibližně 161 tisíc obyvatel. 

## Města a obce
Města:
1. Aub
2. Eibelstadt
3. Ochsenfurt
4. Röttingen

Obce:
1. Altertheim
2. Bergtheim
3. Bieberehren
4. Bütthard
5. Eisenheim
6. Eisingen
7. Erlabrunn
8. Estenfeld
9. Frickenhausen am Main
10. Gaukönigshofen
11. Gelchsheim
12. Gerbrunn
13. Geroldshausen
14. Giebelstadt
15. Greußenheim
16. Güntersleben
17. Hausen bei Würzburg
18. Helmstadt
19. Hettstadt
20. Höchberg
21. Holzkirchen
22. Kirchheim
23. Kist
24. Kleinrinderfeld
25. Kürnach
26. Leinach
27. Margetshöchheim
28. Neubrunn
29. Oberpleichfeld
30. Prosselsheim
31. Randersacker
32. Reichenberg
33. Remlingen
34. Riedenheim
35. Rimpar
36. Rottendorf
37. Sommerhausen
38. Sonderhofen
39. Tauberrettersheim
40. Theilheim
41. Thüngersheim
42. Uettingen
43. Unterpleichfeld
44. Veitshöchheim
45. Waldbrunn
46. Waldbüttelbrunn
47. Winterhausen
48. Zell am Main